# Équipe d'Afrique du Sud des moins de 17 ans de football
Maillots
L'équipe d'Afrique du Sud des moins de 17 ans est une sélection de joueurs de moins de 17 ans au début des deux années de compétition placée sous la responsabilité de la Fédération d'Afrique du Sud de football. Elle fut une fois finaliste de la Coupe d'Afrique des nations des moins de 17 ans et une fois participé à la Coupe du monde de football des moins de 17 ans.

## Parcours en Coupe d'Afrique des nations des moins de 17 ans
- 1995 : Non qualifiée
- 1997 : Non qualifiée
- 1999 : Non qualifiée
- 2001 : Non qualifiée
- 2003 : Non qualifiée
- 2005 : 4e
- 2007 : Phase de groupe
- 2009 : Non qualifiée
- 2011 : Non qualifiée
- 2013 : Non qualifiée
- 2015 :  Finaliste
- 2017 : Non qualifiée
- 2019 : Non qualifiée
- 2023 : Quart de finale
- 2025 : Quart de finale

## Parcours en Coupe du monde des moins de 17 ans
| - 1985 : Non qualifiée - 1987 : Non qualifiée - 1989 : Non qualifiée - 1991 : Non qualifiée - 1993 : Non qualifiée - 1995 : Non qualifiée - 1997 : Non qualifiée - 1999 : Non qualifiée - 2001 : Non qualifiée - 2003 : Non qualifiée |  | - 2005 : Non qualifiée - 2007 : Non qualifiée - 2009 : Non qualifiée - 2011 : Non qualifiée - 2013 : Non qualifiée - 2015 : 1er tour - 2017 : Non qualifiée - 2019 : Non qualifiée - 2023 : Non qualifiée |